# Хелмински окръг
Хелмински окръг (на полски: Powiat chełmiński) е окръг в северната част на Централна Полша, Куявско-Поморско войводство. Заема площ от 526,94 км2. Административен център е град Хелмно.

## География
Окръгът се намира в историческата област Хелминска земя. Разположен е в северната част на войводството.

## Население
Населението на окръга възлиза на 52 748 души (2012 г.). Гъстотата е 100 души/км2.

## Административно деление
Административно окръгът е разделен на 7 общини.
Градска община:
- Хелмно

Селски общини:
- Община Кийево Крулевско
- Община Лисево
- Община Папово Бискупе
- Община Столно
- Община Унислав
- Община Хелмно

## Фотогалерия
- Хелмно
- Кийево Крулевско
- Лисево
- Папово Бискупе
- Столно
- Унислав